# Rezerwat biosfery
Rezerwat biosfery (ang. biosphere reserve) – wyznaczony obszar chroniony zawierający cenne zasoby przyrodnicze, powstały w ramach programu UNESCO MAB (ang. Man and the Biosphere, pol. Człowiek i biosfera).
Według Ramowego statutu światowej sieci rezerwatów biosfery, powstałego w 1995, rezerwaty te są tworzone, aby promować i demonstrować zrównoważony związek człowieka z biosferą. Artykuł 4. stanowi, że rezerwat biosfery obejmuje mozaikę ekosystemów. W ramach tych rezerwatów znajdują się ekosystemy reprezentatywne dla głównych biomów danego państwa. Celem powstania tych rezerwatów jest stworzenie miejsc ochrony, obserwacji i badań. W ramach każdego rezerwatu tego typu wyróżnia się strefy: centralną (core zone), buforową (buffer zone), czyli zabezpieczającą oraz przejściową (transition zone).
W czerwcu 2010 r. były 564 rezerwaty biosfery w 109 krajach, z tego 10 w Polsce, dla porównania w 

Liczba rezerwatów biosfery w poszczególnych krajach w 2013

2002 r. 408 w 94 krajach.